# Narrenturm
Narrenturm je historický fantasy román polského spisovatele Andrzeje Sapkowského, který vypráví příběh slezského rytíře Reinmara z Bělavy. Spolu s následujícími dvěma díly, Boží bojovníci a Lux Perpetua tvoří tento román tzv. Husitskou trilogii, která je známá též jako Sága o Reinmarovi z Bělavy. V knize, jejíž děj se odehrává ve 20. letech 15. století, se mísí prvky historického románu a fantasy.

## Děj
Hlavní postavou knihy je slezský šlechtic, lékař a mág Reinmar z Bělavy známý též jako Reynevan. Kvůli odhalení jeho milostného románku s provdanou šlechtičnou Adélou von Sterza je Reinmar hned v úvodu knihy donucen prchnout před pomstou milenčiných příbuzných z Olešnice.
Při svém útěku na jih se Reynevan zaplétá do mnoha nejrůznějších dobrodružství. Postupně je tak kromě rodu Šterců pronásledován najatými vrahy i vícero tlupami loupeživých rytířů a po udání jeho milenky Adély jej kvůli jeho lékařským knihám začne hledat také inkvizice. Reinmar navíc není v bezpečí ani před tajemnými černými rytíři, kteří zavraždí jeho bratra Petra.
Slezskem se Reynevanovi daří prchat jen díky pomoci přátel, jež během své cesty získá. Jeho nejvěrnějšími druhy se stanou demerita Šarlej a záhadný hromotluk Samson zvaný Medák. Ve Frankenštejnu je však nakonec přece Reinmar se Šarlejem uvězněn a má dojít k jejich mučení, neboť inkvizitoři se domnívají, že jsou zapleteni v husitském spiknutí, jež podporoval i zesnulý Reinmarův bratr Petr. Z Narrenturm čili Věže bláznů, kde jsou před výslechem dlouhou dobu drženi, je v poslední chvíli vysvobodí až husitští vojáci, kteří při své rejse vypálí předměstí Frankenštejnu. Reinmar i jeho přátelé jsou pak nuceni přidat se k sirotčímu vojsku a jsou přítomni vypálení měst Radkov a Varta i menší bitvy s oddílem slezských rytířů. V závěru knihy opouští Reynevan spolu se sirotky území Slezska a přes Broumov zamíří do Čech.

## Historické pozadí
Děj románu se odehrává v roce 1425, v době husitských válek, kdy se slezská knížata připravují na křížovou výpravu proti husitským Čechám. Ve vedlejších rolích vystupuje v knize Narrenturm množství skutečných historických postav. Reynevan se při svém putování setkává mimo jiné i s vratislavským biskupem Konrádem, kladským hejtmanem Půtou z Častolovic, mladým Janem Gutenbergem, knížetem Janem Minsterberským či husitským knězem Ambrožem z Hradce. V knize jsou zmíněni též římský král Zikmund Lucemburský, husitský hejtman Jan Žižka a mnoho dalších známých postav.